# آنکارانا میرایهینا
آنکارانا میرایهینا (به لاتین: Ankarana Miraihina) یک منطقهٔ مسکونی در ماداگاسکار است که در فرافنگانا واقع شده‌است. آنکارانا میرایهینا ۹٬۰۰۰ نفر جمعیت دارد و ۶۶ متر بالاتر از سطح دریا واقع شده‌است.